# Bahram I
Bahram I, ook wel Varahran of Vahram ( - 276) was van 273 - 276 sjah van het Sassanidische rijk.

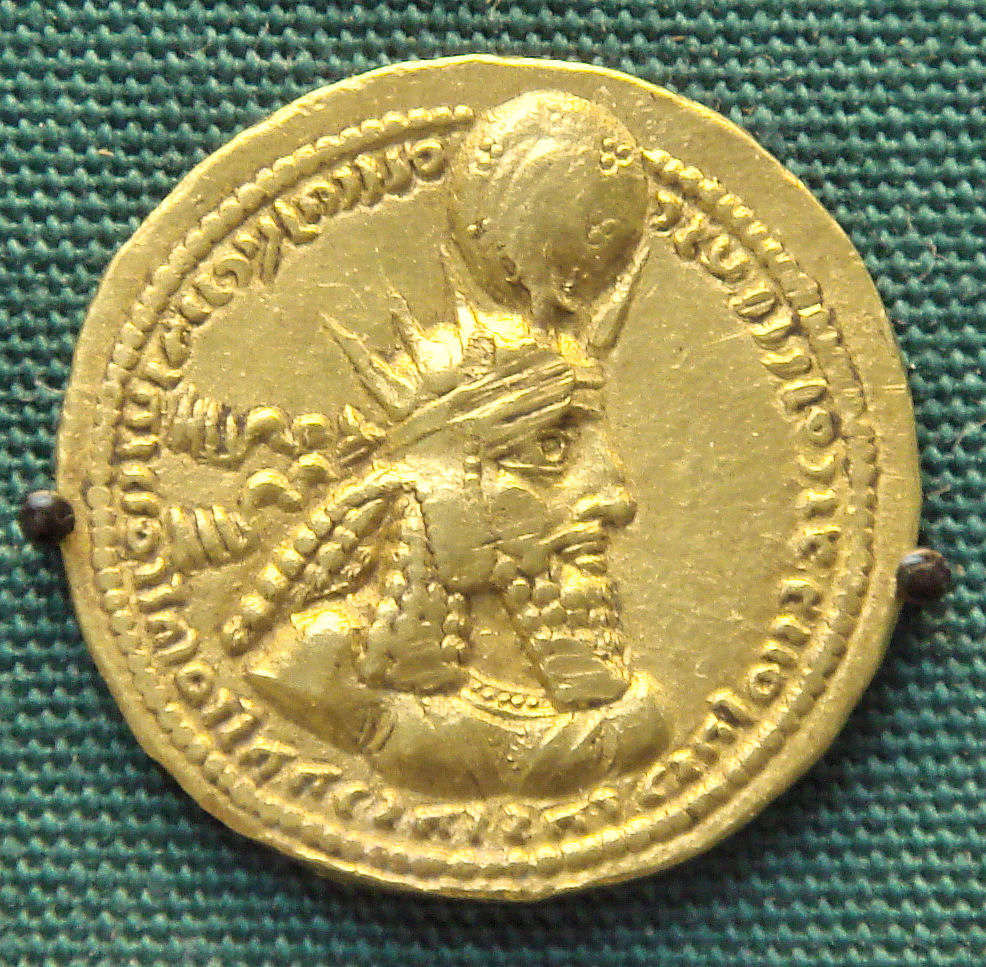
Bahram I

Hij volgde zijn jongere broer Hormazd I op onder onduidelijke omstandigheden. Hun vader Sjapoer I had Bahram eerder tot koning van Gilan benoemd. Sjapoer was tolerant geweest tegenover andere religies dan het Zoroastrisme, zoals het Manicheïsme en had daarmee de woede van de fanatieke zoroastrische hogepriesters gewekt. Bahrams broer en voorganger Hormazd werd waarschijnlijk door hen vermoord en Bahram boog voor de wil van de machtige priesterschap onder leiding van de mobad Kartir. Op diens instigatie werden de volgelingen van Mani vervolgd en de profeet zelf ter dood gebracht in 276. Ook in buitenlands beleid bleek Bahram een zwak vorst. Koningin Zenobia van Palmyra deed een beroep op hem om de onvermijdelijke reactie van Rome op haar agressieve politiek te helpen opvangen. Bahram beloofde haar steun, wat hem uiteraard in conflict met Rome bracht en zond vervolgens maar weinig steun naar zijn bondgenote in Palmyra. Rome vernietigde de voor Perzië nuttige bufferstaat en was nu zelf aan de beurt. Aurelianus slaagde erin de stammen van de Kaukasus over te halen Atropatene binnen te vallen (275). Dit was niet meer dan een afleiding van de aanval die hij zelf voorbereidde. Bahram had echter het geluk dat de keizer stierf voordat deze zijn aanval kon uitvoeren. Zelf stierf Bahram spoedig daarna en werd opgevolgd door zijn zoon Bahram II die net als zijn vader sterk onder de invloed van Kartir stond.